# Późna neuropatia indukowana związkami fosforanoorganicznymi
Późna neuropatia indukowana związkami fosforanoorganicznymi – (poli)neuropatia będąca powikłaniem przewlekłego zatrucia fosforanami organicznymi.
Ta postać neuropatii jest bardzo rzadka. Wystąpiła epidemicznie w latach 30. w Stanach Zjednoczonych, po wprowadzeniu prohibicji. Setki ludzi z południowych i zachodnich stanów doznało zatrucia związkami fosforanoorganicznymi po spożyciu substytutu alkoholu, jakim był syrop sprzedawany jako lekarstwo pod nazwą Ginger Jake, będący 70%-80% ekstraktem alkoholowym imbiru lekarskiego. W ekstrakcie znajdował się orto-trikrezylofosforan (TOCP), powodujący częściowo odwracalne uszkodzenia tkanki nerwowej. Neuropatia dotyczyła głównie kończyn dolnych, objawiając się charakterystycznym chodem, nazywanym jake paralysis albo jake leg lub jake walk (nawiązanie do popularnego w tym czasie bluesa). 
Zatrucia, ale na mniejszą skalę, opisywano także w Europie i Maroku. Były one powodowane zanieczyszczonymi środkami poronnymi i zanieczyszczonym olejem spożywczym, odpowiednio. 